# King’s Quest IV: The Perils of Rosella
King’s Quest IV: The Perils of Rosella — четвёртая приключенческая игра серии King’s Quest, разработанная и выпущенная компанией Sierra On-Line в 1988 году. Протагонистом игры является принцесса Розелла, дочь короля Грэхема (King's Quest I и King's Quest II) и сестра принца Гвидиона/Александра (King's Quest III), которая должна спасти отца и добрую фею, победив злую ведьму. Проект был хорошо принят игровой прессой и стал одной из первых игр для персонального компьютера, задействовавшей звуковую карту.

## Игровой процесс
King's Quest IV использует игровые движки Adventure Game Interpreter и Sierra’s Creative Interpreter. Игра является единственной частью серии King's Quest, где события игры происходят в реальном времени и охватывают примерно 24 часа. Некоторые действия должны быть выполнены игроком в течение дня, тогда как другие головоломки могут быть решены только ночью. За счёт улучшенного управления, по сравнению с King's Quest III, сложность игры уменьшилась.

## Сюжет
Король Дэвентри (англ. Daventry), Грэхем (англ. Graham) решает передать трон наследникам и чтобы определить кому именно, бросает свою походную шапку, но в этот момент с ним случается сердечный приступ и он оказывается на смертном одре. Дочь короля, Розелла (англ. Rosella) глубоко скорбит, но с ней с помощью магического зеркала связывается добрая фея Дженеста (англ. Genesta) и предлагает свою помощь. Розелла телепортируется на землю фей, Тамир (англ. Tamir), где она узнаёт о магических плодах, которые могут исцелить её отца. Однако сама Дженеста ослаблена из-за её злой соперницы, королевы-ведьмы Лолотты (англ. Lolotte), которая украла волшебный талисман, дающий Дженесте силу. Если Розелла не сможет избавиться от Лолотты и вернуть талисман за один день и одну ночь, то Дженеста не сможет помочь ей вернуться в Дэвентри и спасти отца.
Перед тем как попасть в замок Лолотты, Розелла переодевается в крестьянку и выполняет три задания, чтобы заслужить расположение злой королевы, которая ищет Ящик Пандоры, чтобы править миром. В результате, Розелла получает возможность уничтожить её и вернуть украденный талисман, а также спасти зачарованного принца по имени Эдгар (англ. Edgar). Хотя основной задачей Розеллы является получение магических плодов, чтобы спасти короля Грэхема, также возможно вернуться в Дэвентри не выполнив это задание, что ведёт к трагической альтернативной концовке игры. Победа в игре не раскрывает всех сюжетных линий, хотя это является целью в сиквелах.

## Отзывы
King's Quest IV была очень хорошо принята профильной прессой: игра получила оценку 79% от Amiga Action, 81% от Amiga Computing, 85% от Commodore User, 91% от Computer & Video Games, 85% от CU Amiga, 9/10 от Datormagazin, 90% от The Games Machine (Italia) и 79% от Zzap!. Также проект стал победителем в номинации «Лучшая приключенческая игра 1988 года» от Software Publishers Association.
Обозреватель Computer Gaming World под псевдонимом Scorpia в своей рецензии отметила красивую графику, но заметила что игра медленно работает если на экране есть какая-нибудь анимация. Она описала головоломки в игре как «неравномерные», но посчитала что представление близко по качеству к кинематографичному. Дэвид Стэнтон из издания Compute! похвалил графику и звук версии игры для IBM PC, включая её поддержку разрешения VGA и звуковых карт, таких как AdLib и Roland MT-32 и заключил, что «King's Quest IV задаёт новый игровой стандарт, достичь который для конкурентов будет тяжело и намного меньше из них превзойдут его». Стэнтон описал игровой саундтрек как «40 минут лучшего звука доступного на любом компьютерном диске где бы то ни было». Рецензент Page 6, Джон Свини в своём обзоре посчитал, что игра «без сомнения превосходная», хотя ему больше по вкусу пришлась King's Quest III. В 2014 году, журналист IGN, Коста Андреадис в своей ретроспективной статье отметил, что «The Perils of Rosella выдержала проверку временем несмотря на недостатки, прежде всего предоставляя запоминающееся и местами захватывающее приключение в дополнение к тому, что она является одной из первых игр в которой есть как женщина-протагонист, так и поддержка звуковых карт».